# Torneo del Interior A 2015
El Torneo del Interior en su edición 2015, comenzó el 4 de abril y finalizó el 16 de mayo del mismo año. Fue la decimocuarta edición de la competencia. El campeón ascendió una plaza para su región para el siguiente Torneo Nacional de Clubes.
En la zona campeonato, Cardenales RC se consagró campeón por primera vez, mientras que en la zona ascenso, Gimnasia de Rosario logró el ascenso.

## Participantes
```
Zona Campeonato
```

| Equipo                                     | Ciudad              | Provincia           | Unión         |
| ------------------------------------------ | ------------------- | ------------------- | ------------- |
| Universitario Rugby Club                   | Tucumán             | Tucumán             | Tucumán       |
| Mendoza Rugby Club                         | Guaymallén          | Mendoza             | Cuyo          |
| Mar del Plata Club                         | Mar del Plata       | Buenos Aires        | Mar del Plata |
| Santiago Lawn Tennis Club                  | Santiago del Estero | Santiago del Estero | Santiagueña   |
| Los Tordos Rugby Club                      | Guaymallén          | Mendoza             | Cuyo          |
| Cardenales RC                              | SM de Tucumán       | Tucumán             | Tucumán       |
| Club La Tablada                            | Córdoba             | Córdoba             | Cordobesa     |
| Sociedad Sportiva                          | Bahía Blanca        | Buenos Aires        | Sur           |
| Marista Rugby Club                         | Luján de Cuyo       | Mendoza             | Cuyo          |
| Los Tarcos Rugby Club                      | SM de Tucumán       | Tucumán             | Tucumán       |
| Club de Rugby Ateneo Inmaculada (C.R.A.I.) | Santa Fe            | Santa Fe            | Santafesina   |
| Neuquén Rugby Club                         | Neuquén             | Neuquén             | Alto Valle    |
| Huirapuca RC                               | Concepción          | Tucumán             | Tucumán       |
| Club Palermo Bajo                          | Córdoba             | Córdoba             | Cordobesa     |
| Sporting Club                              | Mar del Plata       | Buenos Aires        | Mar del Plata |
| Club Logaritmo Rugby                       | Rosario             | Santa Fe            | Rosario       |

```
Zona Ascenso
```

| Equipo                                               | Ciudad             | Provincia    | Unión         |
| ---------------------------------------------------- | ------------------ | ------------ | ------------- |
| San Ignacio Rugby Club                               | Mar del Plata      | Buenos Aires | Mar del Plata |
| Club Gimnasia y Esgrima                              | Rosario            | Santa Fe     | Rosarina      |
| Los Cardos Rugby Club                                | Tandil             | Buenos Aires | Mar del Plata |
| Old Resian Club                                      | Rosario            | Santa Fe     | Rosarina      |
| Club Universitario de Rugby del Noreste (C.U.R.N.E.) | Resistencia        | Chaco        | Nordeste      |
| Jockey Club                                          | Villa María        | Córdoba      | Cordobesa     |
| Club Atlético Estudiantes                            | Paraná             | Entre Ríos   | Entrerriana   |
| Club Regatas                                         | Resistencia        | Chaco        | Nordeste      |
| Club Gimnasia y Tiro                                 | Salta              | Salta        | Salta         |
| Lince Rugby Club                                     | SM de Tucumán      | Tucumán      | Tucumán       |
| Club Universitario                                   | Córdoba            | Córdoba      | Cordobesa     |
| San Patricio Rugby Club                              | Corrientes         | Corrientes   | Nordeste      |
| Marabunta RC                                         | Cipolletti         | Río Negro    | Alto Valle    |
| Banco Rugby Club                                     | Guaymallén         | Mendoza      | Cuyo          |
| Teqüe Rugby Club                                     | Maipú              | Mendoza      | Cuyo          |
| Comodoro Rugby Club                                  | Comodoro Rivadavia | Chubut       | Austral       |

```
Plazas
```

| Región             | Zona Campeonato | Zona Ascenso |
| ------------------ | --------------- | ------------ |
| Centro             | 2               | 2            |
| Litoral            | 3               | 3            |
| Noroeste Argentino | 5               | 2            |
| Nordeste Argentino | 0               | 3            |
| Pampeana           | 2               | 2            |
| Oeste              | 3               | 2            |
| Patagonia          | 1               | 2            |

## Formato de competencia

### Zona A
En la primera fase, los dieciséis participantes se dividieron en cuatro grupos de cuatro cada uno, donde se enfrentaron todos contra todos dentro del mismo grupo. A diferencia de la pasada temporada, ahora por partido ganado se otorgaron cuatro puntos, por partido empatado dos y ninguno en caso de derrota. Se otorgó punto bonus en caso de que se obtengan cuatro o más tries a favor (punto bonus ofensivo) o que se pierda por una diferencia no mayor a siete puntos (punto bonus defensivo).
Una vez finalizada la primera fase, los dos primeros de cada grupo avanzaron a la siguiente fase por el campeonato, donde se ordenaron en duelos de eliminación directa hasta la final, donde quienes perdieron quedaron eliminados. El ganador de los duelos se consagró campeón y ascendió una plaza para su región para el siguiente Torneo Nacional de Clubes.
Para determinar el descenso, los ocho participantes que quedaron terceros y cuartos en la primera fase participaron en duelos de eliminación directa, donde los ganadores dejaban de participar, mientras que los perdedores debieron revalidar su plaza y seguían participando hasta que quedasen dos equipos, de los cuales, el perdedor descendió una plaza de su región para la próxima edición del torneo.

### Zona B
En la primera fase, los dieciséis participantes se dividieron en cuatro grupos de cuatro cada uno, enumerados donde se enfrentaron todos contra todos a una rueda. Por partido ganado se otorgaron cuatro puntos, por partido empatado dos y ninguno en caso de derrota. Se otorgó punto bonus en caso de que se obtengan cuatro o más tries a favor (punto bonus ofensivo) o que se pierda por una diferencia no mayor a siete puntos (punto bonus defensivo).
Los dos primeros de cada grupo avanzaron a la siguiente fase, que consistía en duelos de eliminación directa hasta lograr un equipo ganador de la zona B, el cual logró un ascenso para su región para la siguiente edición del Top-16.

## Zona A

### Grupo 1
| Pos. | Equipo                  | Encuentros | Encuentros | Encuentros | Encuentros | Tantos | Tantos | Tantos | PB | PB | Puntos |
| Pos. | Equipo                  | PJ         | PG         | PE         | PP         | F      | C      | Dif    | BO | BD | Puntos |
| ---- | ----------------------- | ---------- | ---------- | ---------- | ---------- | ------ | ------ | ------ | -- | -- | ------ |
| 1.°  | Universitario (Tucumán) | 3          | 3          | 0          | 0          | 132    | 53     | +79    | 2  |    | 14     |
| 2.°  | Mar del Plata Club      | 3          | 2          | 0          | 1          | 80     | 61     | +19    | 1  |    | 9      |
| 3.°  | Santiago Lawn Tennis    | 3          | 1          | 0          | 2          | 80     | 104    | -24    |    |    | 4      |
| 4.°  | Mendoza RC              | 3          | 0          | 0          | 3          | 43     | 117    | -74    |    |    | 0      |

|  | Clasificado a la fase por el campeonato.    |
|  | Clasificado a la fase por el noveno puesto. |

Primera fecha
| 4 de abril | Universitario (T) | 29 - 19 | Mar del Plata |  |  |

| 4 de abril | Mendoza RC | 24 - 33 | Santiago LT |  |  |

Segunda fecha
| 11 de abril | Santiago LT | 27 - 49 | Universitario (T) |  |  |

| 11 de abril | Mendoza RC | 12 - 30 | Mar del Plata |  |  |

Tercera fecha
| 18 de abril | Universitario (T) | 54 - 7 | Mendoza RC |  |  |

| 18 de abril | Mar del Plata | 31 - 20 | Santiago LT |  |  |

### Grupo 2
| Pos. | Equipo            | Encuentros | Encuentros | Encuentros | Encuentros | Tantos | Tantos | Tantos | PB | PB | Puntos |
| Pos. | Equipo            | PJ         | PG         | PE         | PP         | F      | C      | Dif    | BO | BD | Puntos |
| ---- | ----------------- | ---------- | ---------- | ---------- | ---------- | ------ | ------ | ------ | -- | -- | ------ |
| 1.°  | Cardenales RC     | 3          | 3          | 0          | 0          | 104    | 38     | +66    | 2  |    | 14     |
| 2.°  | Los Tordos RC     | 3          | 2          | 0          | 1          | 89     | 69     | +20    | 1  |    | 9      |
| 3.°  | La Tablada        | 3          | 1          | 0          | 2          | 69     | 108    | -39    |    |    | 4      |
| 4.°  | Sociedad Sportiva | 3          | 0          | 0          | 3          | 68     | 115    | -47    |    | 1  | 1      |

|  | Clasificado a la fase por el campeonato.    |
|  | Clasificado a la fase por el noveno puesto. |

Primera fecha
| 3 de abril | Los Tordos RC | 43 - 13 | La Tablada |  |  |

| 4 de abril | Cardenales RC | 40 - 11 | Sociedad Sportiva |  |  |

Segunda fecha
| 11 de abril | Sociedad Sportiva | 28 - 31 | Los Tordos |  |  |

| 11 de abril | Cardenales RC | 36 - 12 | La Tablada |  |  |

Tercera fecha
| 18 de abril | Los Tordos | 15 - 28 | Cardenales RC |  |  |

| 18 de abril | La Tablada | 44 - 29 | Sociedad Sportiva |  |  |

### Grupo 3
| Pos. | Equipo        | Encuentros | Encuentros | Encuentros | Encuentros | Tantos | Tantos | Tantos | PB | PB | Puntos |
| Pos. | Equipo        | PJ         | PG         | PE         | PP         | F      | C      | Dif    | BO | BD | Puntos |
| ---- | ------------- | ---------- | ---------- | ---------- | ---------- | ------ | ------ | ------ | -- | -- | ------ |
| 1.°  | Marista       | 3          | 2          | 0          | 1          | 79     | 39     | +40    | 1  | 1  | 10     |
| 2.°  | Los Tarcos RC | 3          | 2          | 0          | 1          | 92     | 75     | +17    | 2  |    | 10     |
| 3.°  | Neuquén RC    | 3          | 2          | 0          | 1          | 45     | 58     | -13    |    |    | 8      |
| 4.°  | C.R.A.I.      | 3          | 0          | 0          | 3          | 41     | 85     | -44    |    | 1  | 1      |

|  | Clasificado a la fase por el campeonato.    |
|  | Clasificado a la fase por el noveno puesto. |

Primera fecha
| 3 de abril | Marista | 30 - 8 | C.R.A.I. |  |  |

| 4 de abril | Los Tarcos RC | 34 - 14 | Neuquén RC |  |  |

Segunda fecha
| 11 de abril | Neuquén RC | 12 - 6 | Marista |  |  |

| 11 de abril | Los Tarcos | 38 - 16 | C.R.A.I. |  |  |

Tercera fecha
| 18 de abril | Marista | 43 - 19 | Los Tarcos |  |  |

| 18 de abril | C.R.A.I. | 15 - 19 | Neuquén RC |  |  |

### Grupo 4
| Pos. | Equipo       | Encuentros | Encuentros | Encuentros | Encuentros | Tantos | Tantos | Tantos | PB | PB | Puntos |
| Pos. | Equipo       | PJ         | PG         | PE         | PP         | F      | C      | Dif    | BO | BD | Puntos |
| ---- | ------------ | ---------- | ---------- | ---------- | ---------- | ------ | ------ | ------ | -- | -- | ------ |
| 1.°  | Huirapuca    | 3          | 3          | 0          | 0          | 86     | 56     | +30    | 2  |    | 14     |
| 2.°  | Palermo Bajo | 3          | 1          | 1          | 1          | 89     | 86     | +3     |    | 1  | 7      |
| 3.°  | Logaritmo    | 3          | 1          | 0          | 2          | 59     | 87     | -28    |    |    | 4      |
| 4.°  | Sporting     | 3          | 0          | 1          | 2          | 79     | 84     | -5     |    | 2  | 4      |

|  | Clasificado a la fase por el campeonato.    |
|  | Clasificado a la fase por el noveno puesto. |

Primera fecha
| 4 de abril | Huirapuca | 26 - 21 | Sporting |  |  |

| 4 de abril | Palermo Bajo | 31 - 23 | Logaritmo |  |  |

Segunda fecha
| 11 de abril | Logaritmo | 10 - 31 | Huirapuca |  |  |

| 11 de abril | Palermo Bajo | 33 - 33 | Sporting |  |  |

Tercera fecha
| 18 de abril | Huirapuca | 30 - 25 | Palermo Bajo |  |  |

| 18 de abril | Sporting | 25 - 26 | Logaritmo |  |  |

### Eliminatoria por el campeonato
|  | Cuartos de final   | Cuartos de final |                   |               | Semifinales | Semifinales |  |               | Final      | Final      |  |
|  | 25 de abril        | 25 de abril      |                   |               | 9 de mayo   | 9 de mayo   |  |               | 16 de mayo | 16 de mayo |  |
|  |                    |                  |                   |               |             |             |  |               |            |            |  |
|  |                    |                  |                   |               |             |             |  |               |            |            |  |
|  | Marista            | 11               |                   |               |             |             |  |               |            |            |  |
|  | Marista            | 11               |                   |               |             |             |  |               |            |            |  |
|  | Los Tordos         | 15               |                   |               |             |             |  |               |            |            |  |
|  | Los Tordos         | 15               |                   | Los Tordos    | 30          |             |  |               |            |            |  |
|  |                    |                  |                   | Los Tordos    | 30          |             |  |               |            |            |  |
|  |                    |                  | Universitario (T) | 19            |             |             |  |               |            |            |  |
|  | Universitario (T)  | 37               | Universitario (T) | 19            |             |             |  |               |            |            |  |
|  | Universitario (T)  | 37               |                   |               |             |             |  |               |            |            |  |
|  | Palermo Bajo       | 16               |                   |               |             |             |  |               |            |            |  |
|  | Palermo Bajo       | 16               |                   |               |             |             |  | Cardenales RC | 26         |            |  |
|  |                    |                  |                   |               |             |             |  | Cardenales RC | 26         |            |  |
|  |                    |                  | Los Tordos        | 16            |             |             |  |               |            |            |  |
|  | Cardenales RC      | 48               | Los Tordos        | 16            |             |             |  |               |            |            |  |
|  | Cardenales RC      | 48               |                   |               |             |             |  |               |            |            |  |
|  | Mar del Plata Club | 19               |                   |               |             |             |  |               |            |            |  |
|  | Mar del Plata Club | 19               |                   | Cardenales RC | 26          |             |  |               |            |            |  |
|  |                    |                  |                   | Cardenales RC | 26          |             |  |               |            |            |  |
|  |                    |                  | Huirapuca         | 15            |             |             |  |               |            |            |  |
|  | Huirapuca          | 13               | Huirapuca         | 15            |             |             |  |               |            |            |  |
|  | Huirapuca          | 13               |                   |               |             |             |  |               |            |            |  |
|  | Los Tarcos         | 12               |                   |               |             |             |  |               |            |            |  |
|  | Los Tarcos         | 12               |                   |               |             |             |  |               |            |            |  |
|  |                    |                  |                   |               |             |             |  |               |            |            |  |

El equipo ubicado en la primera línea (arriba) ejerció la localía.

Cardenales RC

Campeón

Primer título

### Eliminatoria por el descenso
|  | Cuartos de final | Cuartos de final |                |               | Semifinales | Semifinales |  |             | Final      | Final      |  |
|  | 25 de abril      | 25 de abril      |                |               | 9 de mayo   | 9 de mayo   |  |             | 16 de mayo | 16 de mayo |  |
|  |                  |                  |                |               |             |             |  |             |            |            |  |
|  |                  |                  |                |               |             |             |  |             |            |            |  |
|  | Neuquén RC       | 46               |                |               |             |             |  |             |            |            |  |
|  | Neuquén RC       | 46               |                |               |             |             |  |             |            |            |  |
|  | Mendoza RC       | 9                |                |               |             |             |  |             |            |            |  |
|  | Mendoza RC       | 9                |                | Mendoza RC    | 28          |             |  |             |            |            |  |
|  |                  |                  |                | Mendoza RC    | 28          |             |  |             |            |            |  |
|  |                  |                  | Sporting (MdP) | 35            |             |             |  |             |            |            |  |
|  | La Tablada       | 44               | Sporting (MdP) | 35            |             |             |  |             |            |            |  |
|  | La Tablada       | 44               |                |               |             |             |  |             |            |            |  |
|  | Sporting (MdP)   | 38               |                |               |             |             |  |             |            |            |  |
|  | Sporting (MdP)   | 38               |                |               |             |             |  | Santiago LT | 27         |            |  |
|  |                  |                  |                |               |             |             |  | Santiago LT | 27         |            |  |
|  |                  |                  | Mendoza RC     | 11            |             |             |  |             |            |            |  |
|  | Santiago LT      | 30               | Mendoza RC     | 11            |             |             |  |             |            |            |  |
|  | Santiago LT      | 30               |                |               |             |             |  |             |            |            |  |
|  | C.R.A.I.         | 36               |                |               |             |             |  |             |            |            |  |
|  | C.R.A.I.         | 36               |                | Sportiva (BB) | 70          |             |  |             |            |            |  |
|  |                  |                  |                | Sportiva (BB) | 70          |             |  |             |            |            |  |
|  |                  |                  | Santiago LT    | 10            |             |             |  |             |            |            |  |
|  | Logaritmo        | 35               | Santiago LT    | 10            |             |             |  |             |            |            |  |
|  | Logaritmo        | 35               |                |               |             |             |  |             |            |            |  |
|  | Sportiva (BB)    | 20               |                |               |             |             |  |             |            |            |  |
|  | Sportiva (BB)    | 20               |                |               |             |             |  |             |            |            |  |
|  |                  |                  |                |               |             |             |  |             |            |            |  |

El equipo ubicado en la primera línea (arriba) ejerció la localía.

## Zona B

### Grupo 1
| Pos. | Equipo             | Encuentros | Encuentros | Encuentros | Encuentros | Tantos | Tantos | Tantos | PB | PB | Puntos |
| Pos. | Equipo             | PJ         | PG         | PE         | PP         | F      | C      | Dif    | BO | BD | Puntos |
| ---- | ------------------ | ---------- | ---------- | ---------- | ---------- | ------ | ------ | ------ | -- | -- | ------ |
| 1.°  | Gimnasia (Rosario) | 3          | 2          | 0          | 1          | 107    | 62     | +45    | 2  | 1  | 11     |
| 2.°  | San Ignacio        | 3          | 2          | 1          | 0          | 55     | 49     | +6     |    |    | 10     |
| 3.°  | Los Cardos RC      | 3          | 1          | 1          | 1          | 75     | 97     | -22    |    |    | 6      |
| 4.°  | Old Resian         | 3          | 0          | 0          | 3          | 66     | 94     | -29    |    | 2  | 2      |

|  | Clasificado a la fase por el ascenso. |

Primera fecha
| 4 de abril | San Ignacio | 17 - 17 | Los Cardos RC |  |  |

| 4 de abril | Gimnasia y Esgrima (R) | 39 - 22 | Old Resian |  |  |

Segunda fecha
| 11 de abril | Old Resian | 13 - 18 | San Ignacio |  |  |

| 11 de abril | Gimnasia y Esgrima (R) | 49 - 20 | Los Cardos |  |  |

Tercera fecha
| 18 de abril | San Ignacio | 20 - 19 | Old Resian |  |  |

| 18 de abril | Los Cardos | 38 - 31 | Gimnasia y Esgrima (R) |  |  |

### Grupo 2
| Pos. | Equipo                | Encuentros | Encuentros | Encuentros | Encuentros | Tantos | Tantos | Tantos | PB | PB | Puntos |
| Pos. | Equipo                | PJ         | PG         | PE         | PP         | F      | C      | Dif    | BO | BD | Puntos |
| ---- | --------------------- | ---------- | ---------- | ---------- | ---------- | ------ | ------ | ------ | -- | -- | ------ |
| 1.°  | C.U.R.N.E.            | 3          | 3          | 0          | 0          | 98     | 60     | +38    | 1  |    | 13     |
| 2.°  | Jockey (Villa María)  | 3          | 2          | 0          | 1          | 71     | 64     | +9     |    | 1  | 9      |
| 3.°  | Estudiantes (Paraná)  | 3          | 1          | 0          | 2          | 81     | 67     | +14    |    | 1  | 5      |
| 4.°  | Regatas (Resistencia) | 3          | 0          | 0          | 3          | 53     | 112    | -59    |    | 1  | 1      |

|  | Clasificado a la fase por el ascenso. |

Primera fecha
| 4 de abril | C.U.R.N.E. | 24 - 13 | Estudiantes (P) |  |  |

| 4 de abril | Jockey (VM) | 20 - 14 | Regatas (R) |  |  |

Segunda fecha
| 11 de abril | Regatas (R) | 25 - 51 | C.U.R.N.E. |  |  |

| 11 de abril | Jockey (VM) | 29 - 27 | Estudiantes (P) |  |  |

Tercera fecha
| 18 de abril | C.U.R.N.E. | 23 - 22 | Jockey (VM) |  |  |

| 18 de abril | Estudiantes (P) | 41 - 14 | Regatas (R) |  |  |

### Grupo 3
| Pos. | Equipo                  | Encuentros | Encuentros | Encuentros | Encuentros | Tantos | Tantos | Tantos | PB | PB | Puntos |
| Pos. | Equipo                  | PJ         | PG         | PE         | PP         | F      | C      | Dif    | BO | BD | Puntos |
| ---- | ----------------------- | ---------- | ---------- | ---------- | ---------- | ------ | ------ | ------ | -- | -- | ------ |
| 1.°  | Gimnasia y Tiro (S)     | 3          | 2          | 0          | 1          | 76     | 66     | +10    | 1  |    | 9      |
| 2.°  | Lince RC                | 3          | 2          | 0          | 1          | 82     | 69     | +13    |    |    | 8      |
| 3.°  | San Patricio RC         | 3          | 2          | 0          | 1          | 83     | 88     | -5     |    |    | 8      |
| 4.°  | Universitario (Córdoba) | 3          | 0          | 0          | 3          | 54     | 72     | -18    |    | 2  | 2      |

|  | Clasificado a la fase por el ascenso. |

Primera fecha
| 4 de abril | Gimnasia y Tiro | 22 - 19 | Universitario (C) |  |  |

| 4 de abril | Lince RC | 41 - 27 | San Patricio RC |  |  |

Segunda fecha
| 11 de abril | San Patricio RC | 22 - 15 | Gimnasia y Tiro |  |  |

| 11 de abril | Lince RC | 16 - 3 | Universitario (C) |  |  |

Tercera fecha
| 18 de abril | Gimnasia y Tiro | 39 - 25 | Lince RC |  |  |

| 18 de abril | Universitario (C) | 32 - 34 | San Patricio RC |  |  |

### Grupo 4
| Pos. | Equipo       | Encuentros | Encuentros | Encuentros | Encuentros | Tantos | Tantos | Tantos | PB | PB | Puntos |
| Pos. | Equipo       | PJ         | PG         | PE         | PP         | F      | C      | Dif    | BO | BD | Puntos |
| ---- | ------------ | ---------- | ---------- | ---------- | ---------- | ------ | ------ | ------ | -- | -- | ------ |
| 1.°  | Banco RC     | 3          | 3          | 0          | 0          | 95     | 50     | +45    | 1  |    | 13     |
| 2.°  | Marabunta RC | 3          | 2          | 0          | 1          | 95     | 47     | +48    | 2  | 1  | 11     |
| 3.°  | Tequé RC     | 3          | 1          | 0          | 2          | 57     | 56     | +1     | 1  | 1  | 6      |
| 4.°  | Comodoro RC  | 3          | 0          | 0          | 3          | 36     | 130    | -94    |    |    | 0      |

|  | Clasificado a la fase por el ascenso. |

Primera fecha
| 4 de abril | Marabunta RC | 35 - 6 | Tequé RC |  |  |

| 4 de abril | Banco RC | 53 - 16 | Comodoro RC |  |  |

Segunda fecha
| 11 de abril | Comodoro RC | 17 - 42 | Marabunta RC |  |  |

| 11 de abril | Banco RC | 18 - 16 | Tequé |  |  |

Tercera fecha
| 18 de abril | Marabunta RC | 18 - 24 | Banco RC |  |  |

| 18 de abril | Tuequé RC | 35 - 3 | Comodoro RC |  |  |

### Eliminatorias por el ascenso
|  | Cuartos de final | Cuartos de final |            |  | Semifinales | Semifinales  |  |  | Final      | Final      |  |
|  | 25 de abril      | 25 de abril      |            |  | 9 de mayo   | 9 de mayo    |  |  | 16 de mayo | 16 de mayo |  |
|  |                  |                  |            |  |             |              |  |  |            |            |  |
|  |                  |                  |            |  |             |              |  |  |            |            |  |
|  | Gimnasia y Tiro  |                  |            |  |             |              |  |  |            |            |  |
|  |                  |                  |            |  |             |              |  |  |            |            |  |
|  | Jockey (VM)      |                  |            |  |             |              |  |  |            |            |  |
|  |                  | Jockey (VM)      |            |  |             |              |  |  |            |            |  |
|  |                  |                  |            |  |             |              |  |  |            |            |  |
|  |                  |                  | C.U.R.N.E. |  |             |              |  |  |            |            |  |
|  | C.U.R.N.E.       |                  |            |  |             |              |  |  |            |            |  |
|  |                  |                  |            |  |             |              |  |  |            |            |  |
|  | San Ignacio      |                  |            |  |             |              |  |  |            |            |  |
|  |                  |                  |            |  |             | Gimnasia (R) |  |  |            |            |  |
|  |                  |                  |            |  |             |              |  |  |            |            |  |
|  |                  |                  | C.U.R.N.E. |  |             |              |  |  |            |            |  |
|  | Gimnasia (R)     |                  |            |  |             |              |  |  |            |            |  |
|  |                  |                  |            |  |             |              |  |  |            |            |  |
|  | Marabunta        |                  |            |  |             |              |  |  |            |            |  |
|  |                  | Gimnasia (R)     |            |  |             |              |  |  |            |            |  |
|  |                  |                  |            |  |             |              |  |  |            |            |  |
|  |                  |                  | Banco RC   |  |             |              |  |  |            |            |  |
|  | Banco RC         |                  |            |  |             |              |  |  |            |            |  |
|  |                  |                  |            |  |             |              |  |  |            |            |  |
|  | Lince RC         |                  |            |  |             |              |  |  |            |            |  |
|  |                  |                  |            |  |             |              |  |  |            |            |  |
|  |                  |                  |            |  |             |              |  |  |            |            |  |

El equipo ubicado en la primera línea (arriba) ejerció la localía.